# Bollmannia marginalis
Bollmannia marginalis es una especie de peces de la familia de los Gobiidae en el orden de los Perciformes.

## Distribución geográfica
Se encuentra en Ecuador.

## Observaciones
Es inofensivo para los humanos. 